# Rich Melzer
Richard Adam „Rich“ Melzer (* 8. Dezember 1979 in Minneapolis, Minnesota) ist ein ehemaliger US-amerikanischer Basketballspieler.

## Werdegang
Der 2,02 m große und 102 kg schwere Power Forward spielte in den USA für die Washburn Highschool, hernach von 2001 bis 2004 für die University of Wisconsin-River Falls. In dieser Zeitspanne erzielte er 2363 Punkte. Von der Vereinigung der US-Basketballtrainer NABC wurde er als bester Spieler des Jahres 2004 in der dritten NCAA-Division ausgezeichnet. 2003 und 2004 wurde Melzer zum Spieler des Jahres der Wisconsin Intercollegiate Athletic Conference (WIAC) ernannt. 2017 erhielt Melzer Aufnahme in die Ruhmeshalle der University of Wisconsin-River Falls und 2022 der WIAC.
Er begann seine Laufbahn als Berufsbasketballspieler in seinem Heimatland bei der Mannschaft Sioux Falls Skyforce in der Continental Basketball Association (CBA), nachdem er zuvor bei der NBA-Mannschaft Washington Wizards vorgespielt, aber keinen Vertrag erhalten hatte. 2005 wechselte er nach Neuseeland zu den New Zealand Breakers, erzielte im Mittel 19 Punkte und 7 Rebounds je Begegnung. Anschließend bestritt er während der Saison 2005/06 noch 16 Einsätze für die Albuquerque Thunderbirds in der NBA-D-League in den Vereinigten Staaten.
Im Juli 2006 unterschrieb er einen Vertrag bei der NBA-Mannschaft San Antonio Spurs. Der Sprung ins Aufgebot der Texaner gelang ihm nicht, im Oktober 2006 wurde er noch vor dem Auftakt des Spieljahres 2006/07 aus der Mannschaft gestrichen. Wenige Tage später nahm ihn der französische Erstligist ASVEL Lyon-Villeurbanne unter Vertrag, um dort einen verletzten Spieler zu ersetzen. Er bestritt in der Ligue Nationale de Basket sechs Spiele für ASVEL, anschließend noch drei für den Ligakonkurrenten JL Bourg Basket.
2006/07 stand Melzer in Diensten des israelischen Erstligisten Gilboa/Afula/Migdal Haemek. Im Sommer 2007 wechselte er nach Deutschland zum Bundesligisten Artland Dragons. Für die Quakenbrücker bestritt er (Anfang Dezember 2007) nur ein Bundesligaspiel, eine Achillessehnenverletzung machte ihm lange zu schaffen.
Nach längerer Pause kehrte er während des Spieljahres 2009/10 bei den Cairns Taipans in Australien in den Wettkampfsport zurück. Für die Rio Grande Valley Vipers bestritt er in der US-Liga NBA-D-League während derselben Saison zwei Einsätze. Im Spieljahr 2010/11 gehörte Melzer in Israel der Mannschaft Hapoel Holon an.
In der Saison 2011/12 erreichte er mit den Phantoms Braunschweig das Viertelfinale um die deutsche Meisterschaft, Melzer wirkte in 32 Bundesligaspielen für die Niedersachsen mit, erzielte im Durchschnitt 11,6 Punkte je Begegnung. Zur Saison 2012/13 erhielt Melzer keinen neuen Vertrag in Braunschweig und verließ die Mannschaft wieder. Er wechselte nach Frankreich zu ESSM Le Portel Cote D'Opale. Allerdings zog er sich dort vor dem Beginn der Saison 2012/13 einen Achillessehnenriss zu. Melzer beendete seine Spielerlaufbahn und wurde in den USA in der Jugendpflege beruflich tätig.